# Gloria Jean's
Gloria Jean's este un lanț internațional de cafenele cu sediul în Australia.

## Gloria Jean's în România
Lanțul Gloria Jean's este prezent și în România din anul 2005, când a fost deschisă prima cafenea în centrul comercial Plaza România.
Lanțul de cafenele este operat în România de compania Gourmet Products Servicii, care este deținută de grupul turc Ener Holding, care mai are în România și hotelul Ramada-Majestic din București.
Compania concurează cu Starbucks, Costa Coffee sau Tempo Cafe și a încheiat anul 2008 cu vânzări de 1,8 milioane euro.
În februarie 2011, compania deținea în România opt cafenele sub brandul Gloria Jean's, dintre care 6 în București și două la Pitești și Brăila.
În anul 2010 a avut vânzări de circa 1,5 milioane de euro.